# نورة خوري
نورة خوري هي كاتبة إماراتيّة تُركّز في كتابتها على مجال أدب الطفل.

## الحياة المبكّرة والتعليم
حصلت نورة خوري على شهادة البكالوريوس وهي أمٌ لأربعة أطفال. تدمجُ نورة في العادة الكتابة مع عملها التطوّعي في مجال الأمومة والطفولة المبكّرة، وتركّز في كتاباتها على إبراز البيئة الطبيعية والتراث المحلّي لبلادها الإمارات، كما تُشارك في زيارات مدرسية وإقامة الفعاليات في معارض الكتاب التي تقام في الدولة.

## المسيرة المهنيّة
دخلت نورة خوري عالم الكتابة للأطفال رغم دراستها علوم البيئة، بعد إنجابها أول طفلين وقيامها بالقراءة لهما، إذ كانت تؤلف لهم القصص، إلى أن قررت نقل تجربتها للناس، من خلال إصدار هذه القصص. لدى نورة ثمانية إصدارات مطبوعة حتى عام 2020 على الأقل، كما قامت بتأليف العديد من القصص القصيرة للرسوم المصوّرة وتطبيقات الأجهزة الإلكترونية، وهي أحد كتّاب البرنامج التعليمي «افتح يا سمسم» (الموسم الأول) الذي عُرض في عام 2015. صدر كتاب خوري الأول تحت عنوان «فنتير الفلامنغو المنفوش» عن دار كلمات عام 2013، ويتحدث عن طائر فلامنغو صغير يضلُّ طريقه أثناء زيارة المانغروف مع والديه، كما نشرت كتابًا ثانيًا بعنوان «رطب من ذهب» عن دار الهدهد للنشر عام 2015. نشرت نورة أيضًا رواية أخرى بعنوان «فربوع» وهي رواية تتحدث عن الشخصيّة الرئيسية التي سُمّيت عليها الرواية فربوع وهو جربوعٌ تلقّ دعوة من صديقه لحضور حفلة لكنه فقد الرسالة وأضاع العنوان. لا يُمكن أن يُضيّع فرصة لقاء أصدقائه، لذا ينطلق في مغامرة البحث عن المكان. صدر لها أيضًا رواية «وحشٌ في بيتنا» وهي الرواية التي جاء في نبذة ناشرها: «سمحت لي ماما بشراء ديناصورين آخرين لأكمل لعبتي المفضّلة: «الأدغال الخطرة» ... ماما؛ اسمحي لي بخمس سيارات أيضًا، أرجوك! ". فأجابت: إذا فعلنا ذلك فكيف سنهزم الوحش؟.»

## قائمة أعمالها
هذه قائمةٌ بأبرز أعمال الكاتبة الإماراتيّة نورة خوري:
- رطبٌ من ذهب[7]
- فنتير الفلامنغو المنفوش[8]
- فربوع[9]
- وحشٌ في بيتنا[10]
- الأيادي البيضاء[11]